# Kuchnia słowacka

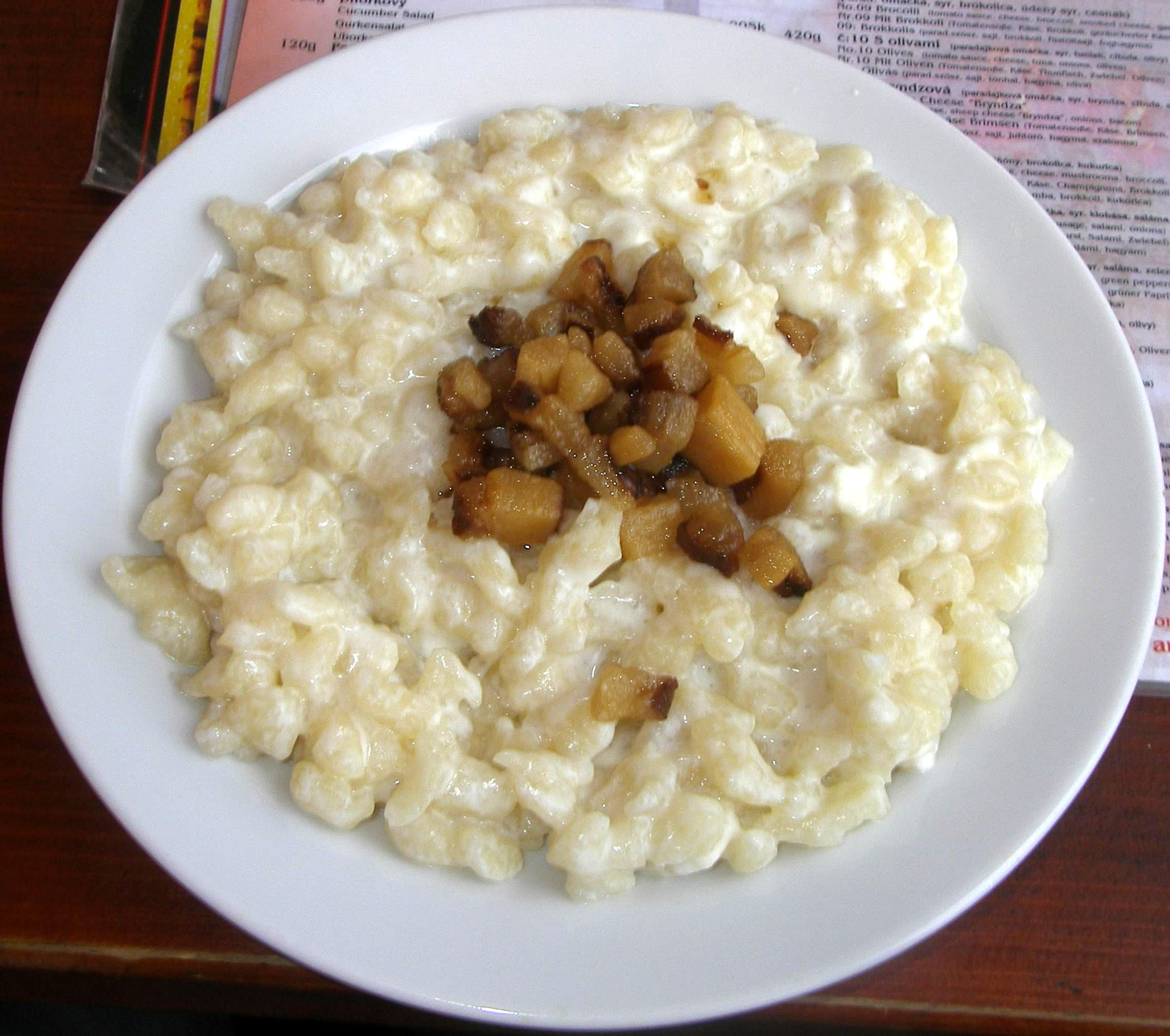
Bryndzové halušky (kluski z bryndzą)

Kuchnia słowacka różni się w poszczególnych regionach, w niektórych znacznie, m.in. pod wpływem tradycji kulinarnych sąsiadów. Początki tradycyjnej kuchni słowackiej można przypisać czasom, gdy większość ludności mieszkała na wsi, na samodzielnym utrzymaniu, przy bardzo ograniczonym imporcie żywności i bez nowoczesnych środków konserwacji żywności i przetwórstwa. Dało to podstawę do kuchni mocno uzależnionej od wielu podstawowych produktów spożywczych, które mogą wytrzymać gorące lata i mroźne zimy. Należą do nich pszenica, ziemniaki, mleko i produkty mleczne, mięso wieprzowe, kiszona kapusta i cebula. W mniejszym stopniu wołowina, drób, jagnięcina i mięso kozie, jaja, parę innych warzyw lokalnych, owoce i grzyby tradycyjnie były jedzone. Wszystkie te były zwykle wytwarzane i przetwarzane przez same rodziny z jakiegoś lokalnego handlu na rynkach krajowych. Pszenica była podstawą, robiono z niej chleb, pierogi i kluski. Ziemniaki były głównie gotowane lub przetworzone do postaci ciasta ziemniaczanego. Mleko zostało przetworzone w szerokiej gamie produktów, takich jak masło, śmietana, maślanka i różnych rodzajów sera itp. Typowe produkty wieprzowe obejmują kiełbaski, lokalne rodzaje kaszanki, boczek wędzony i smalec. Przyprawy nie były powszechnie używane, a tłuszcze zwierzęce i masło były używane zamiast olejów roślinnych. Główne napoje to m.in. świeże i kwaśne mleko oraz piwo. Współczesna kuchnia słowacka jest pod wpływem różnych kuchni świata i korzysta z wielu różnych składników, przypraw i produktów wysoko przetworzonych.

## Słowackie dania
- Halušky

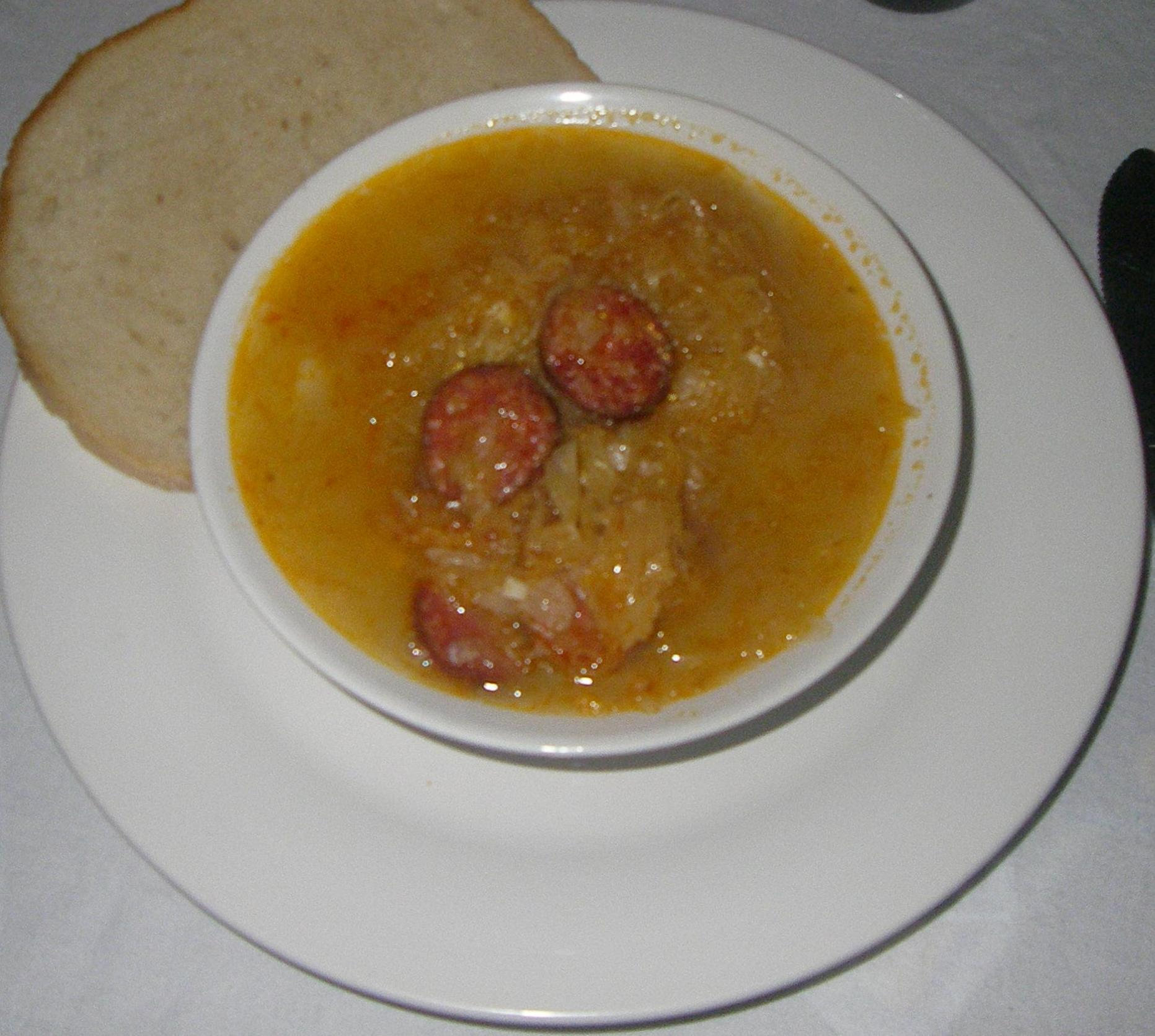
Kapustnica (zupa z kiszonej kapusty)

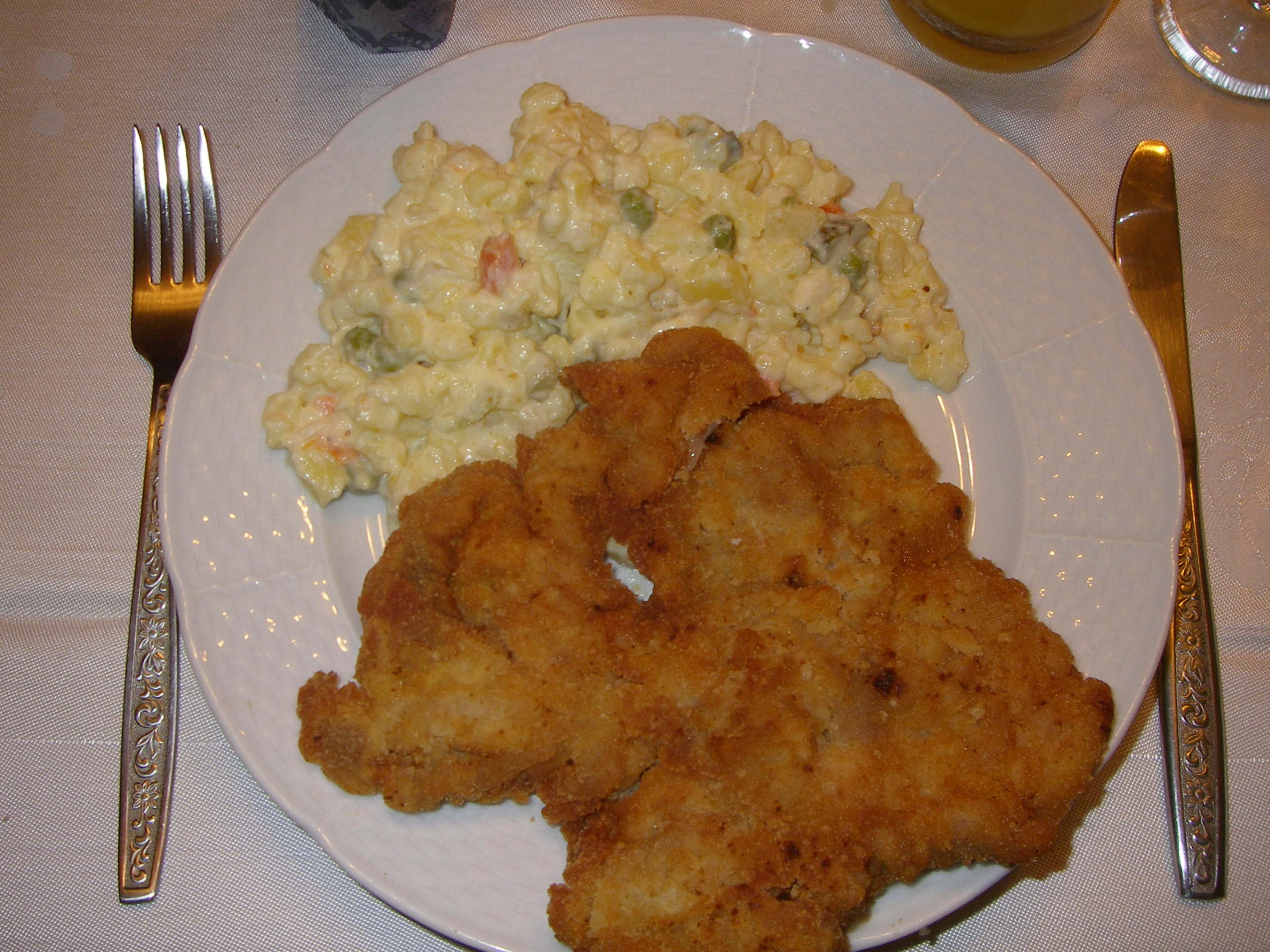
Danie świąteczne – smażony karp i sałatka ziemniaczana

  - Bryndzové halušky (kluski ziemniaczane podawane z bryndzą)
  - Strapačky
  - Chľustačky
- Lokše (naleśniki z ciasta ziemniaczanego pieczone bezpośrednio na piecu)
- Bryndzové pirohy
- Parené buchty (pyzy drożdżowe nadziewane dżemem, posypane makiem lub orzechami)
- Široké rezance s tvarohom a slaninou: tagliatelle z twarożkiem i przysmażanym bekonem
- Zemiakové placky placki ziemniaczane, nazywane haruľa w regionach takich jak Horehronie, Pohronie, Kysuce czy Orawa
- Žemľovka (ciasto chlebowe)
- Granadír or Granadírsky pochod, znany też jako Grenadír marš
- Ryžový nákyp (ciasto ryżowe)
- Orechovník, słodkie orzechowe ciasto przypominające makowiec
- Makovník – makowiec
- Bratislavské rožteky
- Segedínsky guláš (gulasz z kiszoną kapustą i śmietaną, często podawany z kluskami (knedľa).
- Rezeň (panierowany sznycel wieprzowy)

## Zupy i sosy
- Fazuľová (zupa fasolowa)
- Kapustnica (zupa z kiszonej kapusty – kapuśniak/kwaśnica)
- Rezancová (zupa z kurczaka z makaronem)

## Mięso

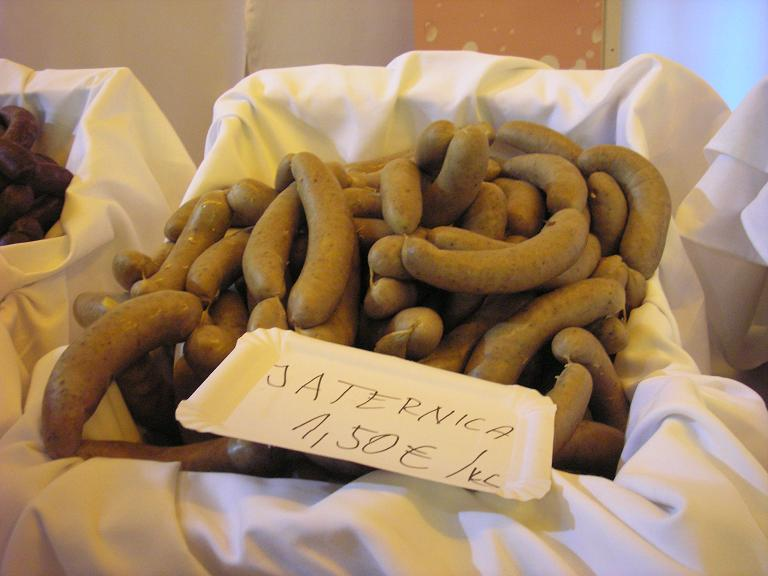
Jaternica

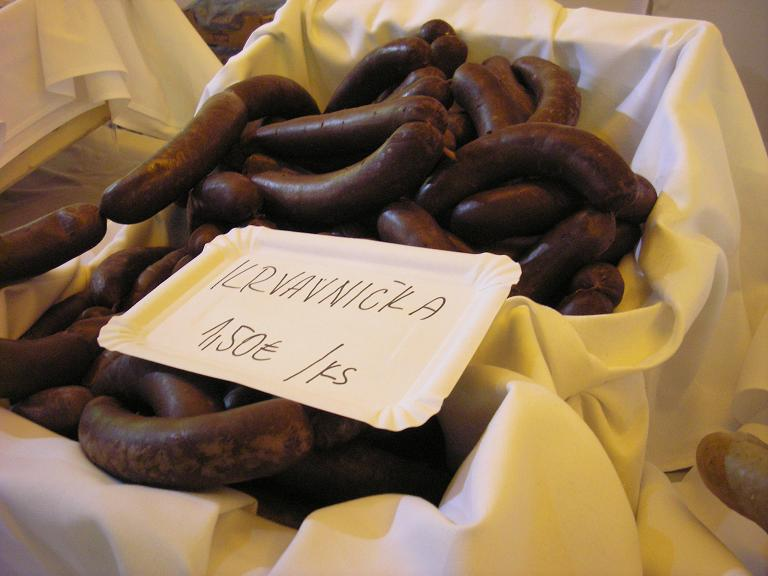
Krvavnička

Wieprzowina, wołowina i drób to mięsa najczęściej spożywane na Słowacji, przy czym wieprzowina jest najbardziej popularna. Wśród drobiu, kurczak jest najczęściej spotykany, choć kaczki, gęsi, i indyki są również dobrze znane. Kaszanka o charakterystycznym smaku, zawierająca wszystkie części tuszy świni, zwana jaternicą, ma także zwolenników. Dziczyzna, m.in. dzik, królik, jest również powszechnie dostępna przez cały rok. Jagnięcina i koźlina są również dostępne, ale niezbyt popularne. Spożycie mięsa końskiego jest generalnie spotykane z dezaprobatą.
Grillowane mięso nie jest powszechne na Słowacji. Zamiast tego mięso jest albo panierowane i smażone w oleju (sznycel), albo gotowane i podawane w sosie. Węgierskie wpływy w kuchni słowackiej można zobaczyć w popularnych gulaszach. Jednak zyskały one słowackie akcenty. Paprykarz z kurczaka jest zwykle podawany z haluškami, podczas gdy węgierski gulasz (pikantny gulasz wołowy) jest serwowany z knedlikami.

## Tradycyjne słodycze i desery

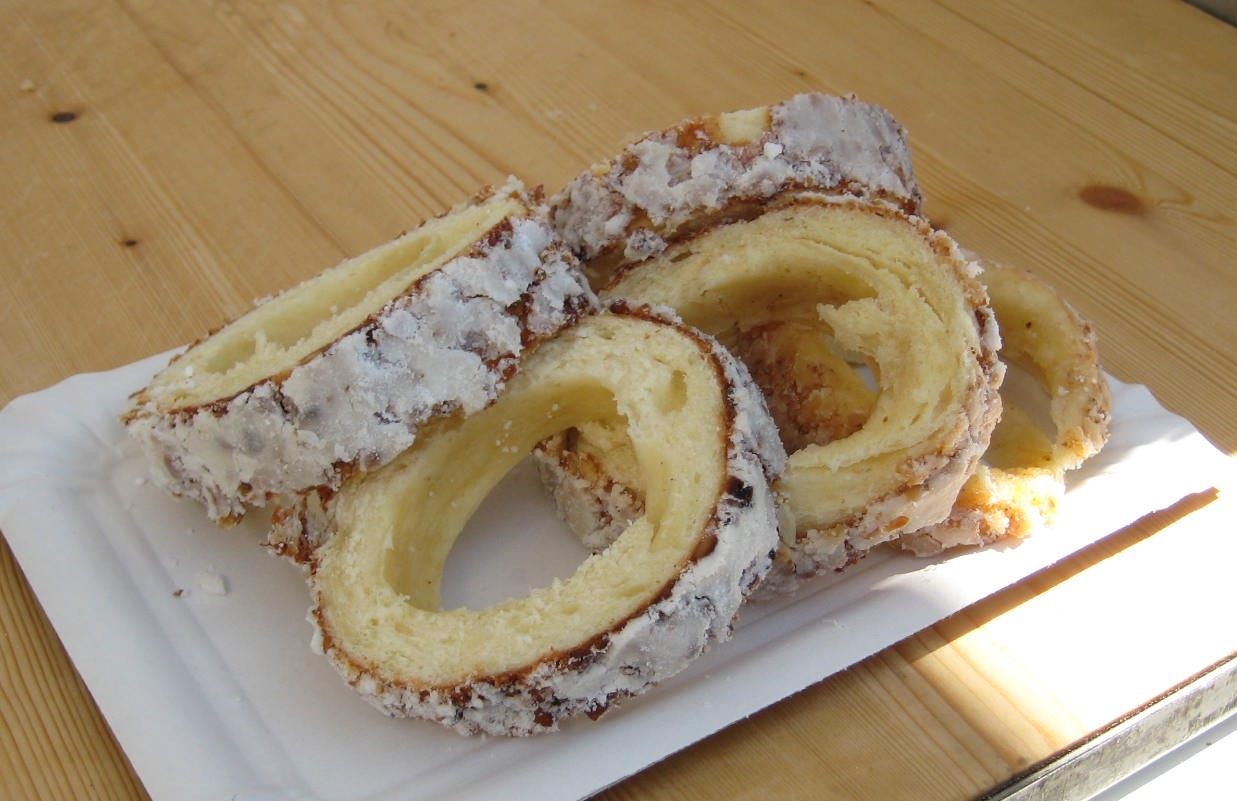
Skalický trdelník, plastry tradycyjnego ciasta ze słowackiego miasta Skalica, gotowe do podania: zwróć uwagę na puste wnętrze powstałe podczas pieczenia na cylindrycznym rożnie.

Słodycze zazwyczaj przyrządza się w czasie świąt Bożego Narodzenia, ale też przez cały rok, tradycyjne słowackie słodycze wypieka się w domu, są trudno dostępne w sklepach
- Laskonky: puszyste ciasto z orzechami i nadzieniem kremowym
- Mačacie oči
- Trotle: 2 warstwy przypominających ciasteczka tart z nadzieniem czekoladowym
- Vajcový koňak
- Medovníčky
- Medvedie labky
- Trdelník (Skalický trdelník), tradycyjne ciasto pieczone na rożnie obrotowym nad otwartym ogniem
- Haboše
- Čeregi
- Makové pupáky

## Nawyki żywieniowe
Tradycyjnie głównym posiłkiem dnia jest obiad, jedzony około południa. Jednakże zmiana przebiegu pracy zmieniła to w ostatnich dziesięcioleciach, dziś nie jest niczym niezwykłym dla wielu Słowaków, aby zjeść główny posiłek wieczorem. W urzędach i niektórych, dużych (również międzynarodowych) firmach stale około południa funkcjonuje przerwa obiadowa. Lunch na Słowacji zazwyczaj składa się z zupy i posiłku głównego. Jest zwyczajem na Słowacji, aby przynieść butelkę wina lub innego alkoholu jako podarunek, jeśli jest się zaproszonym do odwiedzenia czyjegoś domu.

## Słowackie dania

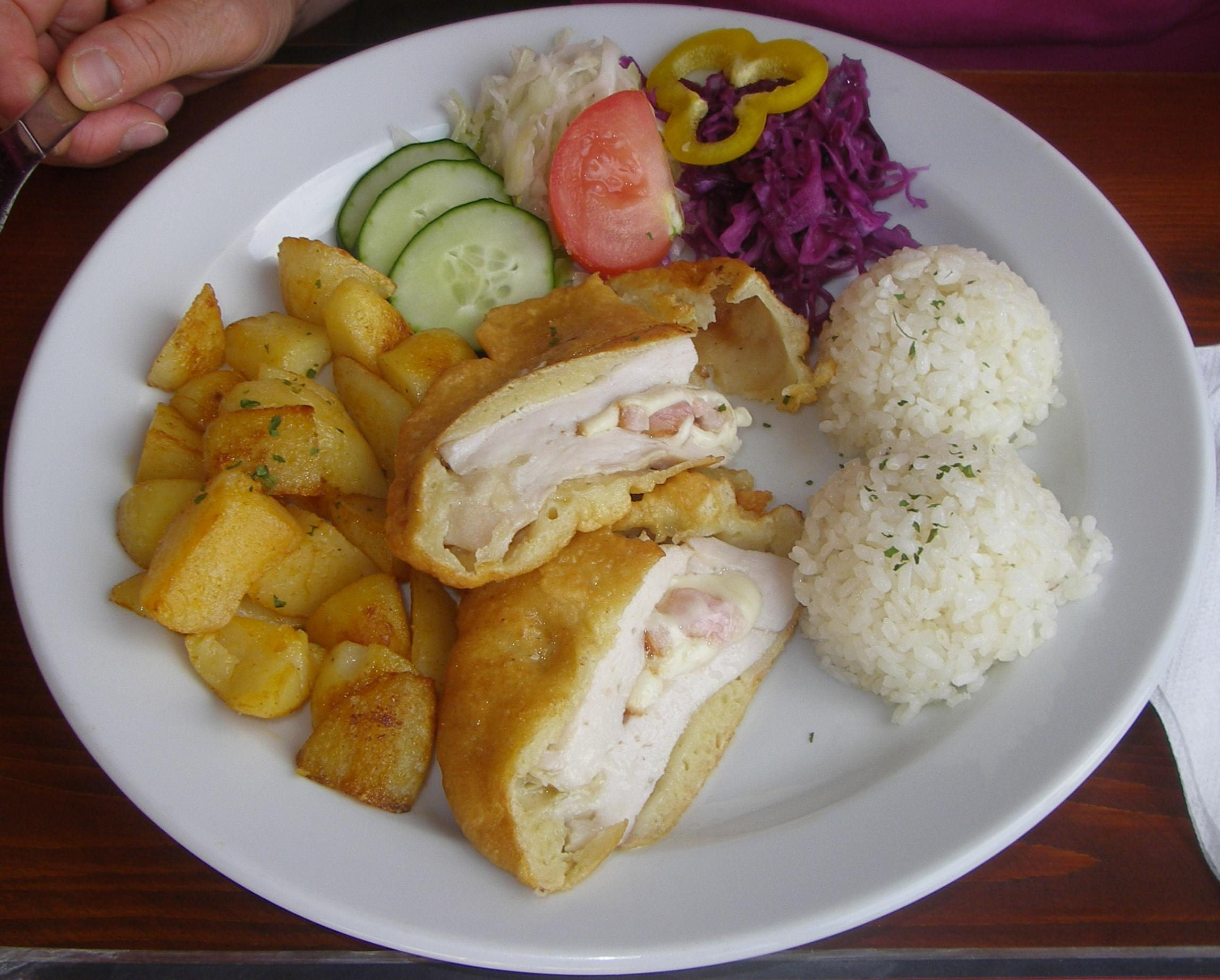
Kuracie prsia, danie z piersi kurczaka
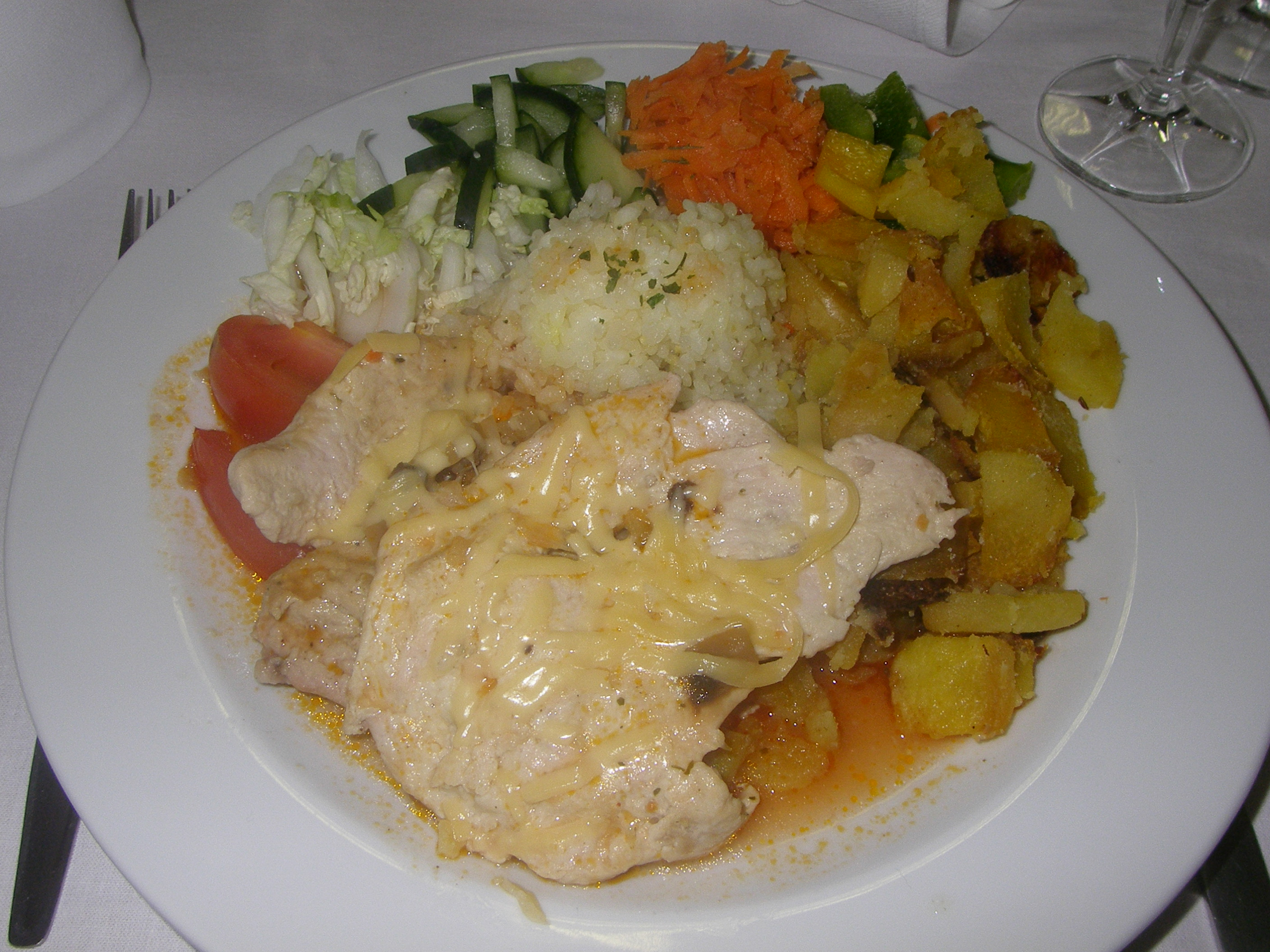
Sznycel naturalny (niepanierowany) z kurczaka
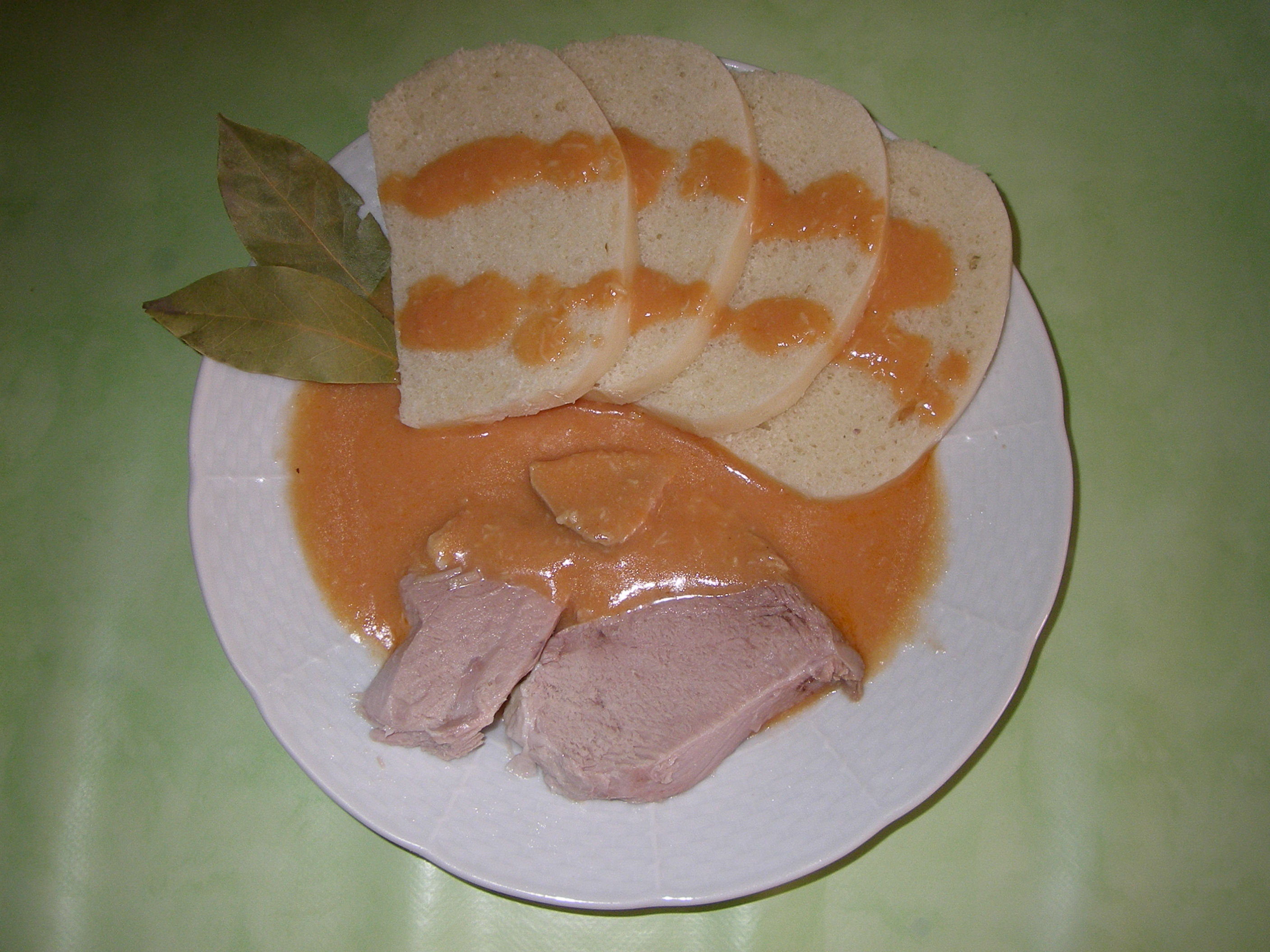
Wieprzowina w sosie mediolańskim z knedlikami
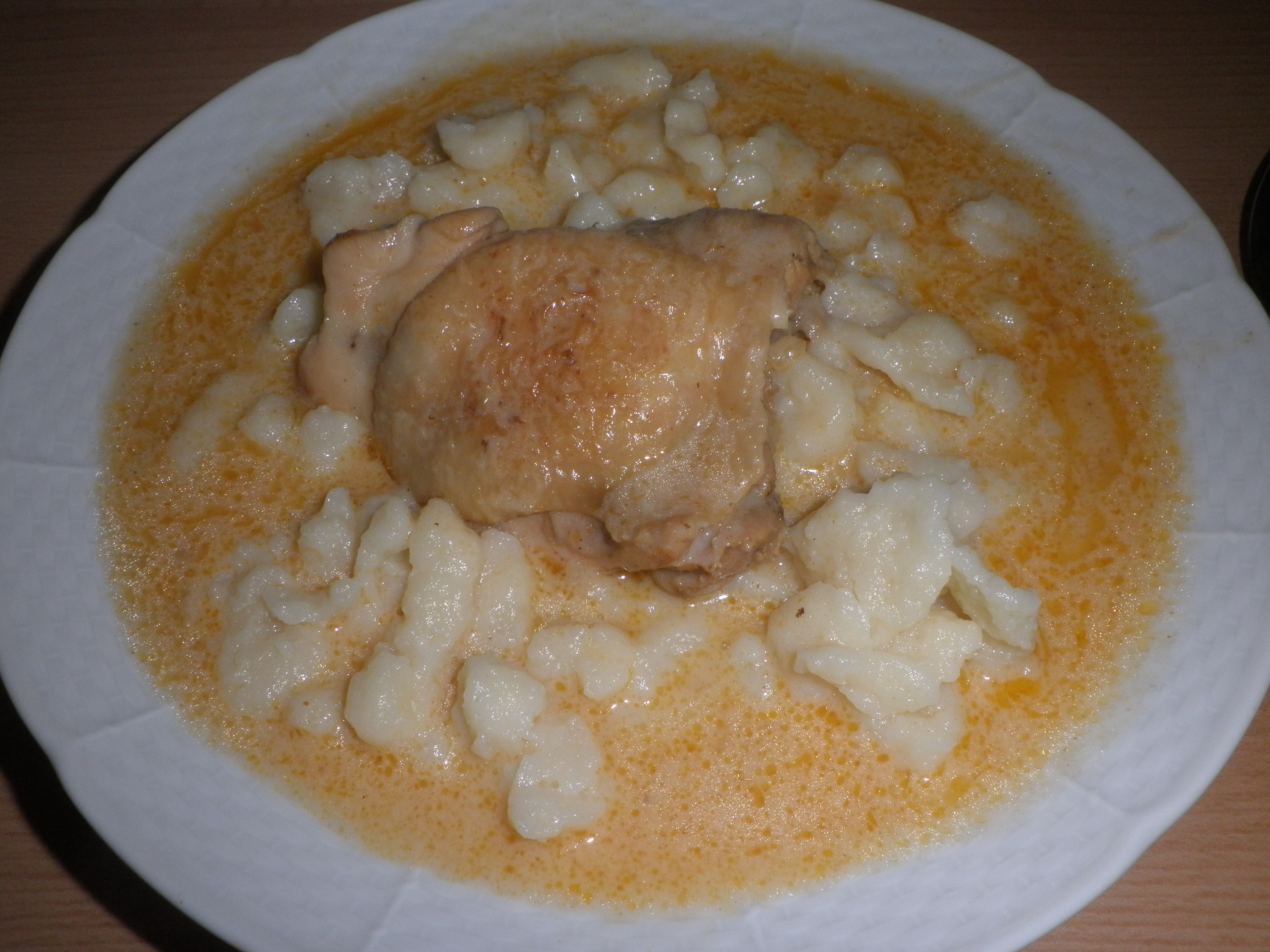
Kurczak w sosie śmietanowym z kluskami